# Dicranomyia (Alexandriaria) whartoni
Dicranomyia (Alexandriaria) whartoni is een tweevleugelige uit de familie steltmuggen (Limoniidae). De soort komt voor in het Nearctisch gebied.